# Régimen de Saakashvili

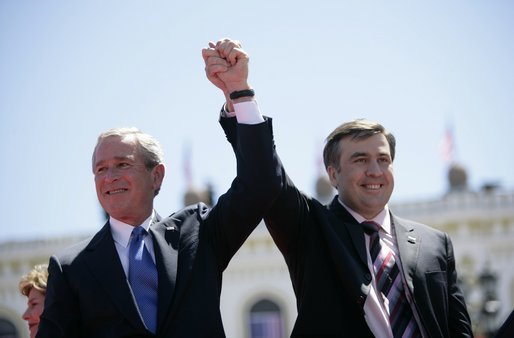
Mijeíl Saakashvili (a la derecha) con George W. Bush.

El Régimen de Saakashvili (en ruso: Режим Саакашвили) es un término, normalmente peyorativo, utilizado para describir el sistema político establecido en Georgia tras la llegada de Mijeíl Saakashvili al poder a partir de la Revolución de las rosas de 2003.
El término empezó a utilizarse de forma regular por los políticos rusos, abjasios y osetos a partir de la Guerra de Osetia del Sur de 2008, que fue iniciada por Georgia con la intención de recuperar el control sobre Abjasia y Osetia del Sur.
La connotación del término compara la forma de gobierno georgiana (con Saakashvili en el poder) con ciertos regímenes políticos autoritarios o totalitarios, particularmente con el régimen fascista y con los regímenes no democráticos en general.
Por ejemplo, después de que el presidente francés Nicolas Sarkozy utilizara este término (en francés: régime de monsieur Saakachvili) en la reunión del Consejo Europeo el 1 de septiembre de 2008, el presidente del gobierno de Rusia Vladímir Putin dijo: "Esto indica que esto (Georgia) no es un Estado democrático, sino un régimen de poder personal, cuya naturaleza requiere un examen. Está claro que en él no hay nada democrático y no lo puede haber." Aunque hay que tener en cuenta que la palabra régimen en idioma francés no necesariamente es negativa, a diferencia de la palabra equivalente (режим) del idioma ruso.
En un comunicado del Ministerio de Asuntos Exteriores de Rusia aparecía la siguiente frase: "No cabe duda de que el régimen de Mijeíl Saakashvili no se corresponde con los altos estándares establecidos por la comunidad mundial."
Régimen de Saakashvili es un término usado frecuentemente por el presidente de Rusia Dmitri Medvédev, el presidente de Abjasia Sergei Bagapsh, el presidente de Osetia del Sur Eduard Kokoity, diversos partidos políticos, asociaciones, etc.